# Cyclosa octotuberculata
Cyclosa octotuberculata är en spindelart som beskrevs av Karsch 1879. Cyclosa octotuberculata ingår i släktet Cyclosa och familjen hjulspindlar. Inga underarter finns listade i Catalogue of Life.